# گورستان چگرد
قبرستان چگرد در شهرستان گلشن دهستان جالق، ۳ کیلومتری شرق روستای چگرد واقع شده و این اثر در تاریخ ۲۸ اسفند ۱۳۸۵ با شمارهٔ ثبت ۱۸۹۴۴ به‌عنوان یکی از آثار ملی ایران به ثبت رسیده است.